# Enneapogon scaber
Enneapogon scaber är en gräsart som beskrevs av Johann Georg Christian Lehmann. Enneapogon scaber ingår i släktet Enneapogon och familjen gräs. Inga underarter finns listade i Catalogue of Life.